# Lawrence Sperry
Lawrence Burst Sperry ps. Gyro (ur. 22 grudnia 1892 r. w Chicago, zm. 23 grudnia 1923 r. nad kanałem La Manche) – amerykański pilot i wynalazca, twórca m.in. nowoczesnego spadochronu, autopilota i innych lotniczych przyrządów pomiarowych.

## Życiorys
Urodzony 21 grudnia 1892 r. w Chicago jako trzeci syn Elmera Ambrose'a i Zuli Augusty Goodman. Jego ojciec był wynalazcą i konstruktorem, porównywanym do Thomasa Edisona, oraz właścicielem Elmer A. Sperry Company. Jeszcze w dzieciństwie Lawrence przeniósł się z rodziną do Nowego Jorku. Od dziesiątego roku życia rozwoził gazety, rok później założył w piwnicy domu warsztat naprawiający m.in. rowery i szybko odniósł sukces, po którym rozszerzył zakres usług o serwisowanie motocykli. W 1909 r. wraz z bratem zbudował szybowiec, ale pod wpływem jednego z klientów przebudował go na samolot silnikowy. W następnych latach poszerzał wiedzę, odbył także w szkole Glenna Curtissa w Hammondsport kurs pilota i 15 października 1913 r. uzyskał federalną licencję o numerze 11, stając się najmłodszym wówczas pilotem w USA. Wkrótce potem został jednym z pierwszych pilotów rezerwy w USA.
Curtiss pracował wówczas nad hydroplanem dla amerykańskiej armii, a Sperry postanowił opracować żyroskopowy stabilizator lotu, którego celem było utrzymywanie kursu i wysokości samolotu niezależnie od warunków. Do tego pomysłu zainspirował go prawdopodobnie opracowany przez jego ojca wynalazek żyrokompasu dla okrętów wojennych. Prace te nadzorowała wojskowa administracja, a Sperry'emu przydzielono oficera, który brał udział w procesie projektowania. Prezentacja urządzenia odbyła się 18 czerwca 1914 r. na konkursie w Paryżu, Sperry wygrał rywalizację, a jego widowiskowe popisy zapewniły mu rozpoznawalność.
Po wybuchu I wojny światowej Sperry chciał służyć na froncie zachodnim, jednak z powodu braku formalnego wykształcenia nie otrzymał pozwolenia od francuskich władz i wrócił do swojej pracy w USA. W 1915 r. zaprezentował koncepcję podwozia umożliwiającego samolotowi startowanie zarówno z wody jak i z lądu, wkrótce potem wraz z ojcem opracował prototyp samolotu bezzałogowego. Łącznie od 1915 r. do śmierci złożył 23 wnioski patentowe, m.in. opracował koordynator zakrętu, sztuczny horyzont i prędkościomierz, a także ulepszył magnetyczny kompas. Sperry był wśród pionierów lotnictwa nocnego oraz spadochroniarstwa sportowego.
Od 1916 r. w stopniu porucznika pracował jako instruktor lotniczy. W 1917 r. założył Sperry Aircraft Company, która miała zajmować się rozwojem autopilota i budową innych urządzeń nawigacyjnych, a należąca do jego ojca Sperry Gyroscope Company zbudowała bezzałogowy samolot sterowany autopilotem Lawrence'a Sperry'ego. Po przystąpieniu USA do wojny kontynuował prace badawcze, m.in. nad tzw. powietrzną torpedą, czyli sterowalną bombą. Projekt ten realizował do spółki z Charlesem Ketteringiem, w efekcie czego powstał prototyp bezzałogowego samolotu zdolnego dolecieć do celu wzdłuż zaprogramowanego kursu. Zbudowany model nie był zbyt udany, a w czasie jego testowania Sperry doznał obrażeń, które skutkowały trzymiesięczną rehabilitacją. Okres ten poświęcił na opracowanie ulepszonego spadochronu, mieszczącego się w plecaku. Prace zespołu Sperry'ego w okresie II wojny światowej rozwinęli Niemcy jako V-1, a autopilot zaczął być szerzej stosowany w latach 40. XX wieku.
Po zakończeniu wojny opracował tani sportowy samolot Sperry Messenger, który był zamawiany także przez amerykańską armię. Opracowany przez siebie samolot miał w zwyczaju często używać, m.in. do dojazdu z domu do pracy. W tym właśnie samolocie zginął 23 grudnia 1923 r., w trakcie przelotu na kanałem La Manche. Przyczyny wypadku nie zostały ustalone. Ciało odnaleziono 11 stycznia następnego roku.
Od 20 lutego 1918 r. żonaty z aktorką kina niemego Winifred Allen.